# Обмін полоненими 21 вересня 2022 року
Уночі на 22 вересня 2022 року відбувся черговий обмін полоненими між Україною та Росією: Київ повернув 215 військових та цивільних, серед яких 108 оборонців «Азовсталі» та 10 іноземців; Москві віддали 55 військових та Віктора Медведчука, звинуваченого у колабораціонізмі з РФ. Від початку російського вторгнення в Україну був наймасштабнішим обміном.
Десять іноземців, що воювали на боці ЗСУ та потрапили в російський полон, спочатку відвезли до Ер-Ріяду, Саудівська Аравія, а потім відправили до рідних країн. У перемовинах щодо їх звільнення особисто брав участь наслідний принц Мухаммед ібн Салман.
За домовленостями з Росією п'ять командирів оборони «Азовсталі» відправили до Туреччини, де вони повинні перебувати до завершення російсько-української війни. За заявою президента України Володимира Зеленського, обмін відбувся за особистого посередництва президента Туреччини Реджепа Ердогана. Однак, після візиту Зеленського, 8 липня 2023 року вони повернулися в Україну та заявили про готовність повернутися на фронт. Росія звинуватила і Україну, і Туреччину в порушенні раніше досягнутих домовленостей.
Після обміну проросійський Віктор Медведчук звинувачував Україну та країни Заходу в розв'язанні війни проти Росії та намагався на російській території створити політичний рух «Інша Україна» (рос. Другая Украина).

## Передумови
За даними СБУ, від початку російського вторгнення і до 21 вересня 2022 року відбулося 20 обмінів полоненими між Україною та Росією, звільнено — 802 українських полонених.

### Арешт Віктора Медведчука
До 2022 року Віктор Медведчук головував у партії «Опозиційна платформа — За життя» (ОПЗЖ) та мав репутацію головного проросійського політика України. ЗМІ часто називали його «кумом Путіна». На парламентських виборах 2019 року ОПЗЖ посіла друге місце з результатом 13,5 % голосів, а Медведчук став народним депутатом України.
Крім того, він також займався великим бізнесом. 2021 року Forbes включив його до списку найбагатших українців зі статками 620 млн доларів США. Проте, вже в березні того року українська влада закрила телеканали, пов'язані з Медведчуком, а у травні Генпрокуратура України звинуватила Медведчука в державній зраді та незаконній торгівлі з ДНР і ЛНР. Суд обрав запобіжні заходи та відправив його під домашній арешт. Невдовзі після початку російського вторгнення в Україну, 27 лютого 2022 року Віктор Медведчук втік. 12 квітня 2022 року співробітники контррозвідки СБУ затримали його, і за рішенням Личаківського районного суду Львова його взято під варту.
У квітні 2022 року президент України Володимир Зеленський запропонував обміняти Медведчука на українських військовополонених. На фотографіях, опублікованих СБУ, Медведчук був одягнений в український військовий камуфляж, і Зеленський тоді сказав: «…якщо Медведчук сам обрав для себе військову форму, він підпадає під правила воєнного часу. Пропоную Російській Федерації обміняти цього вашого хлопця на наших хлопців і дівчат у російському полоні». На опублікованому СБУ відео Медведчук сам звернувся з проханням про свій обмін на захисників і мешканців Маріуполя. Його згоду підтвердила його дружина Оксана Марченко.
Спочатку до такої пропозиції російська влада ставилася стримано. 13 квітня прессекретар президента РФ Дмитро Пєсков заявив: «Що стосується обміну, про який із таким жаром, запалом та задоволенням заговорили різні діячі в Києві, то Медведчук не є громадянином Росії. Він не має жодного стосунку до спеціальної військової операції. Він є іноземним політичним діячем». Заступник голови Ради безпеки Росії Дмитро Медведєв у своєму телеграм-каналі сказав: «…повідомляють [українська влада], що хочуть вибити свідчення з Віктора Медведчука, потім „швидко і справедливо“ засудити його, а потім обміняти на полонених. Цим діячам варто уважно оглядатися навкруги і міцно зачиняти двері на ніч, щоб самим не опинитися серед обмінюваних осіб».
Невдовзі після публікації СБУ відео із зверненням Медведчука, російське телебачення оприлюднило відео, на якому полонені британці Шон Піннер та Ейден Аслін, які воювали на боці ЗСУ, зверталися до британського прем'єр-міністра Бориса Джонсона з проханням обміняти їх на Віктора Медведчука.

## Полон оборонців Маріуполя
Із перших днів вторгнення Маріуполь обстрілювали російські війська. Унаслідок прориву української оборони на півдні країни, уже на початку березня росіяни оточили місто. Опинившись в блокаді, Маріуполь бомбардували важкими боєприпасами, що призвело до гуманітарної катастрофи. У березні 2022 року російські війська розбомбили Маріупольський театр та одну з міських лікарень. Незважаючи на це, продовжувалися важкі та криваві бої за місто. Українська армія стримувала в Маріуполі значні сили російських військ, даючи Україні час для перегрупування й наданні військової допомоги від західних партнерів. В облозі та під обстрілами всіма видами техніки українські сили відчували постійний дефіцит всього необхідного.  Із 18 квітня останнім осередком українського опору залишився завод «Азовсталь», який мав розгалужену систему підземних тунелів та бункерів, де укривалися українські військові. Поранених ставало все більше та більше, що поглиблювалася дефіцитом медикаментів та важкістю надавати допомогу під постійними бомбардуваннями. За словами начальника штабу «Азова» Богдана Кротевича, серед захисників «Азовсталі» було 600 поранених, з них 300 «просто гнили живцем». Для прориву блокади Маріуполя в української армії не вистачало сил, і влада зосередилася на пошуку способів дипломатичного обміну захисників Маріуполя. 16 травня Генштаб ЗСУ дав наказ командирам оборони «Азовсталі» «зберегти життя особового складу», після чого ті здалися в полон. Українська сторона називала це «операцією з порятунку» і заявляла, що полонені з «Азовсталі» незабаром будуть обміняні. Загалом оборона Маріуполя тривала 86 днів.
Багатьох українських військових, які вийшли зі заводу «Азовсталі», росіяни вивезли до колонії в окупованому селі Оленівка, під Донецьком. Ще десь 90 осіб, за розслідуванням журналістів, відправили до Росії. На початку червня 2022 року президент України Володимир Зеленський заявив, що в російському полоні опинилися 2500 учасників оборонців «Азовсталі». За заявами Міноборони РФ — 2439 українських військових. Полонених Сергія Волинського та Святослава Паламара російська пропаганда намагалася використати для отримання від них заяв, які б дискредитували українське військове командування та керівництво, закликали б українців до припинення боротьби з РФ. Російський воєнкор Владлен Татарський навіть заявляв: «"Скоро ці „Калина“ і „Волина“ – ми побачимо з них патрульно-постовий полк Росгвардії в Маріуполі, який присягне на вірність Росії… Я чекаю, коли вони знову вийдуть на зв'язок у формі Росгвардії та будуть говорити про те, як вони помилялися, люблять Росію і взагалі, що вони тепер – піхотинці Путіна». Але цього не сталося.
Опісля захоплення «Азовсталі», лідер ЛДПР і голова комітету Держдуми з міжнародних справ Леонід Слуцький заявив, що в Росії «вивчають питання» щодо можливості обміну Медведчука на бійців «Азова». Але прессекретар російського президента Дмитро Пєсков заявив: «Ми вже говорили, що Медведчук є громадянином України і він не є військовим. У випадку осіб, які здалися в полон на Азовсталі, там йдеться про військових та членів націоналістичних формувань, тому це зовсім різні категорії осіб, і тут навряд чи можна говорити про якісь обміни». Водночас Слуцький закликав до скасування мораторію на смертну кару в Росії, заявляючи, що «українські націоналісти заслуговують лише вищої міри». Спікер Держдуми В'ячеслав Володін тоді ж виступив з ініціативою про заборону обміну «нацистських злочинців». Проте, за даними російського видання Коммерсантъ, російська влада ініціативу відхилила як «несвоєчасну». 23 травня заступник голови МЗС РФ Андрій Руденко допустив можливість обміну полонених з «Азовсталі».
У ніч на 29 липня сталося масове вбивство українських військовополонених в Оленівці, серед яких були й бійці «Азова». Загинули понад 50 українських полонених. Україна звинуватила Росію в навмисному підриві барака з полоненими з метою приховування тортур і вбивств українських військових, тоді як РФ звинуватила Україну в обстрілі колонії зі систем HIMARS.
У серпні 2022 року Верховний суд Росії оголосив «Азов» «терористичною організацією». Радник голови офісу президента України Михайло Подоляк заявив, що це рішення «суто внутрішнім пропагандистським продуктом» і не вплине на перемовини щодо обміну полоненими. Російська пропаганда часто зображала «Азов» як приклад процвітаючого неонацизму в Україні. Захопленим бійцям «Азова» загрожував військовий трибунал. Глава ДНР Денис Пушилін заявляв, що процес над учасниками оборони «Азовсталі» влаштують у Маріуполі до кінця літа 2022 року. А липні вже скасували мораторій на смертну кару. У серпні міжнародні спостерігачі зазначали про підготовку в Маріуполі до суду над захисниками «Азовсталі», зокрема вони вказували на фотографії, які свідчили, що в будівлі Маріупольської філармонії встановлюють металеві клітки для підсудних. У ЗМІ припускали, що учасникам оборони «Азовсталі» може загрожувати смертна кара після показового процесу.

## Обмін
У ніч 21 вересня 2022 року відбувся наймасштабніший на той момент обмін полоненими між Україною та Росією з початку російського вторгнення. Здійснювався на російсько-українському кордоні в Чернігівській області, у Саудівській Аравії, Туреччині та проміжний етап у Польщі. Головними посередниками на переговорах стали Туреччина та Саудівська Аравія. У переговорах також брав участь Генеральний секретар ООН Антоніу Гутерреш.
Україна повернула 215 військовополонених, а Росія — 55 та Віктора Медведчука. 108 українських полонених були зі складу полку «Азов», які брали участь у боях за Маріуполь та «Азовсталь». Усього звільнили 180 учасників оборони «Азовсталі» з різних підрозділів (прикордонної служби України, СБУ, ВМС України, поліції та митниці). Серед них: парамедик Катерина Поліщук («Пташка»), голова патрульної поліції Маріуполя Михайло Вершинін, боєць «Азова» та фотограф Дмитро Козацький («Орест»), старший сержант 36-ї бригади морської піхоти Михайло Діанов, Герої України Євгеній Бова та Лев Пашко. Також звільнені Костянтин Нікітенко («Фокс») та Микола Кущ («Фрост»), яких засудили в ДНР до смертної кари.
За словами голови Офісу президента України Андрія Єрмака, 200 українських військових обміняли на одного Віктора Медведчука, а п'ятьох українських командирів оборони «Азовсталі» обміняли на 55 російських військовослужбовців. Зеленський сказав, що йому не шкода «віддати одного фаната Росії на 200 воїнів» і зазначив, що з Медведчуком під час його арешту вже провели всі слідчі дії.
Того ж дня Саудівська Аравія оголосила про звільнення десяти іноземних громадян, які потрапили в російський полон на окупованих українських територіях. Із них два громадяни США, п'ять Великої Британії, один Хорватії, один Швеції та один Марокко. Британці Шон Піннер та Ейден Аслін і марокканець Саадун Брагим були захоплені у полон у квітні 2022 року і влітку засуджені до смертної кари в ДНР.
Уночі 22 вересня, за повідомленнями російських телеграм-каналів, літак із 55 військовополоненими РФ приземлився на підмосковному аеродромі «Чкаловський». Представники ДНР заявили, що на обмін пішли в тому числі військові, які потрапили у полон під час українського контрнаступу в Харківській області. Також у російських пабліках говорили, що могли обміняти російських пілотів.
За даними турецького видання Hurriyet, передача Віктора Медведчука Росії відбулася в Анкарі, туди ж прибув літак із українськими командирами оборони «Азовсталі».
За інформацією видання The Washington Post, яке посилалося на високопоставлених американських чиновників, ФСБ було проти обміну Медведчука на бійців «Азова», однак Путін не прислухався до цієї думки та схвалив обмін. Також у статті The Washington Post зазначалася роль російського бізнесмена Романа Абрамовича в цих переговорах.

### Українські командири в Туреччині
За досягнутими умовами обміну, повинні перебувати в Туреччині до кінця війни п'ять командирів оборони «Азовсталі»: командир «Азова» Денис Прокопенко («Редис»); виконуючий обов'язки командира 36-ї бригади морської піхоти Сергій Волинський («Волина»); заступник командира полку «Азов» Святослав Паламар («Калина»); безпосередній керівник оборони «Азовсталі» Олег Хоменко («Апис»); командир 12-ї бригади оперативного призначення імені Дмитра Вишневецького Денис Шлега. Вони перебували в Анкарі «під особистою протекцією турецького президента Реджепа Ердогана» у комфортних умовах, у яких їм дозволено зв'язуватися з рідними.
22 вересня в ефірі телемарафону «Єдині новини» президент України Володимир Зеленський поспілкувався зі звільненими командирами оборони «Азовсталі» по відеозв'язку. У Туреччину до них виїхали голова ГУР України Кирило Буданов та міністр внутрішніх справ Денис Монастирський.
3 жовтня 2022 року до командирів оборони «Азовсталі» прилетіли голова Офісу Президента України Андрій Єрмак та перша леді України Олена Зеленська. Вісьмом командирам «Азовсталі» вручили зірки Героїв України.
25 травня 2023 року Святослав Паламар звернувся до Зеленського з проханням повернути їх в Україну, зазначаючи, що вони будуть корисні у своїй країні.

### Реакція
З вечора 21 вересня українські ЗМІ та телеграм-канали активно висвітлювали новини про повернення українських військових додому. В українських соціальних мереж з радістю зустріли новину про обмін. Виконуючий обов'язки голови СБУ Василь Малюк зазначив, що кількість звільнених українських полонених заради обміну Медведчука «є автоматично ознакою того, що Медведчук був топовим державним зрадником в Україні».
Російські державні ЗМІ з вечора 21 вересня ігнорували новини про обмін. Російське Міноборони лише вдень 22 вересня підтвердило обмін 55 російських військовослужбовців. Однак думки серед прокремлівських коментаторів щодо обміну розділилися. Російський пропагандист Володимир Соловйов писав у своєму телеграм-каналі: «Світає, і я зараз думаю про те, що 87 наших військових у ці хвилини сплять! Вперше за півроку. Їх ніхто сьогодні не буде бити. Ні в кого нічого не відріжуть. Нікого з них не розстріляють. Вони просто сплять. І сьогодні чиясь мати не буде голосити у храмі, до крові стираючи коліна, випрошуючи сина». При цьому 22 травня 2022 року Соловйов говорив: «Це що виходить? Можна чинити злочини, ґвалтувати, вбивати, вісім років тероризувати, щоб тепер їх обміняли на якогось Медведчука?! Українського громадянина? Там 400 наших хлопців у полоні! Ні, хлопці, якщо ми зараз почнемо гратися з цією болючою темою, народ цього не пробачить!». Російська пропагандистка Маргарита Симоньян писала: «Що важливіше? Радість від порятунку своїх чи задоволення від помсти ворогу? Для мене — перше. Для мене важливіше, щоб наші були вдома, навіть якщо для цього доведеться обміняти їх на 20 таких ворогів кожного».
Разом з тим багато російських коментаторів були обурені. Вони дивувалися обміну українського політика Віктора Медведчука на бійців «Азова», яких російська влада багато разів називала неонацистами. Додатковий гнів російським коментаторам надав той факт, що обмін відбувся 21 вересня — у день оголошення мобілізації в Росії. Колишній лідер сепаратистів на Донбасі Ігор Стрєлков сказав: «Звільнення всього командного складу полку "Азов" ... це зрада, [яка] успішно доведена до кінця». Російський військкор Андрій Руденко навіть заявив: «Відчуття, що х...м водили... Хотілося б ще щось додати, але авторитетні особи запевняють, що так треба...». Незадоволеним обміном залишився і голова Чечні Рамзан Кадиров: «Ми виконали обмін на українських умовах. Це неправильно. Наші бійці давили фашистів у Маріуполі, загоняли в "Азовсталь", викурювали їх з підвалів, гинули, отримували поранення та контузії. Передача навіть одного цього азовського терориста мала бути неприйнятною».
Прес-секретар російського президента Дмитро Пєсков 22 вересня сказав: «У мене немає повноважень це коментувати. Була інформація Міністерства оборони. Якщо буде додаткова інформація — вона надійде»

### Роль Туреччини
З початку вторгнення Росії в Україну Туреччина намагалася зайняти позицію посередника. Туреччина в березні 2022 року організовувала переговори між Україною та Росією.
Наприкінці квітня 2022 року у захисників «Азовсталі» склалася критична ситуація через постійні обстріли та штурми їхніх укріплень російськими силами. 30 квітня Сергій Волинський звернувся до турецького президента Реджепа Ердогана з проханням про евакуацію та екстракцію учасників оборони «Азовсталі» на територію Туреччини. Це звернення показав турецький телеканал Haberturk TV. У переговорах із турецькою стороною та РФ взяв участь лідер Меджлісу кримськотатарського народу Мустафа Джемілєв. Туреччина пропонувала відправити для евакуації українських військових з «Азовсталі» свій корабель у порт Бердянська, оскільки Маріупольський порт був замінований. Однак, за словами Джемілєва, російський міністр оборони Сергій Шойгу сказав, що росіяни згодні «випустити мирне населення, а військові мають здатися».

## Повернення командирів оборони Маріуполя
Після турне по країнах Східної Європи 7 липня 2023 року Володимир Зеленський відвідав Туреччину і зустрівся з турецьким президентом Реджепом Ердоганом. Під час візиту Зеленського Ердоган зробив кілька жестів на користь України: підкреслив, що «безумовно, Україна заслуговує членства в НАТО»; зазначив, що «з 2014 року, коли Крим був анексований всупереч міжнародному праву» Туреччина підтримувала територіальну цілісність і суверенітет України; відзначив «самовіддану боротьбу кримських татар за повернення своїй країні свободи»; підписав меморандум про будівництво в Україні заводу з виробництва БПЛА «Байрактар».
8 липня прес-служба Зеленського опублікувала відео, в якому було сказано: «Повертаємося додому з Туреччини і повертаємо додому наших героїв». Володимир Зеленський забрав п'ятьох командирів оборони «Азовсталі» з собою на президентському літаку. Ввечері 8 липня командири Азовсталі і Зеленський прибули до Львова, де в той день відбувся молебень, присвячений 500-му дню повномасштабної війни з Росією.
Прес-секретар російського президента Дмитро Пєсков у відповідь на це заявив: «Умови повернення порушила як турецька сторона, так і Київ. За умовами домовленостей головні командири «Азова» мали перебувати на території Туреччини до моменту закінчення конфлікту». Пєсков також сказав: «Звісно, йде підготовка до саміту НАТО і, звісно, в контексті цієї підготовки на Туреччину чинили великий тиск. А сама Туреччина, звісно, таким чином, будучи членом НАТО, проявляє свою солідарність із Північноатлантичним альянсом. Ми це все чудово розуміємо». Пєсков заявляв, що Туреччина перебувала «під тиском» «на тлі провалів ЗСУ під час контрнаступу».
В Україні ж звучали заяви, що сама РФ не до кінця виконала умови здачі учасників оборони «Азовсталі», тримаючи українських командирів кілька місяців у полоні, а не негайно відправила їх у нейтральну країну.
В Україні разом із радістю від повернення командирів оборони «Азовсталі» звучали побоювання, що це може ускладнити звільнення інших азовців з російського полону, яких залишалося в Росії кілька сотень.
Багато російських провоєнних блогерів описали цю ситуацію як «приниження Росії».
На думку міжнародника Максима Ялі, «Ердоган продемонстрував, що якщо Путін і надалі буде його ігнорувати, не враховуватиме національні інтереси Туреччини, то Анкара знову може піти на подібні несподівані й болючі кроки. Ердоган дав чітко зрозуміти, що як би там не було, але „зернова угода“ повинна бути продовжена, тому що Анкара, яка заробляє значні кошти на переробці, на перевалці українського зерна, в ній дуже зацікавлена. У кінцевому рахунку, в угоді зацікавлений також весь світ, враховуючи статус України як одного з ключових постачальників зерна на міжнародний ринок».
На думку експерта з політики Туреччини Байрама Бальчі, «Можливо, це сталося через те, що вони [влади Туреччини] менше бояться Росії. Можливо, після виступу Пригожина вони сказали собі: „Ми можемо змінити підхід, тому що Путін уразливий, його становище дестабілізоване, і ми можемо дозволити собі таку свободу“».

## Після обміну

### Діяльність Медведчука
Після передачі Росії Віктора Медведчука багато коментаторів в українських ЗМІ та соцмережах передрікали йому складну долю. Вони припускали, що російський президент Володимир Путін може поставити Медведчуку непрості питання, такі як: «Куди ж поділися ті незліченні мільярди, за які Медведчук нібито мав би побудувати мережу проросійських організацій, чиї активісти мали зустрічати окупаційні війська з рушниками і короваями». Глава українського ГУР Кирило Буданов говорив: «Медведчук на цьому етапі найбільше потрібен саме Федеральній службі безпеки, тому що це обличчя, через яке напряму йшло фінансування багатьох агентурних мереж тут. Через нього йшло фінансування певних посадових осіб та наповнення негласного бюджету ФСБ. Тому він їм дуже потрібен. Це, насамперед, засіб їхнього впливу і заробляння/відмивання коштів. Це і є головна причина, чому вони так за нього боролися». Звучали припущення, що Медведчук може зникнути з публічної політики так само, як це сталося з втеклим раніше до Росії Віктором Януковичем. Однак, за оцінками журналістів, «довіра Путіна до Медведчука не похитнулася».
У січні 2023 року вийшла стаття Медведчука «Український синдром. Анатомія сучасного військового протистояння», опублікована російською газетою "Известия" — виданням, яке входить до медіаголдингу близького до Путіна олігарха Юрія Ковальчука. Стаття була написана з проросійських позицій, причини російсько-українського конфлікту в ній були викладені в дусі путінської статті «Про історичну єдність росіян та українців». У ній містилися звинувачення Зеленського в політичних репресіях, розв'язанні війни з Росією, водночас Медведчук натякав на можливість ядерної війни в Європі і робив висновок, що «українці повинні побудувати свою демократію». Для цього Медведчук пропонував створити певний емігрантський центр, який від імені «правильної [в очах Кремля] України» буде домовлятися з Росією про мир. Цю ідею порівнювали з проектом «Комітет порятунку України», який раніше створили втеклі до Росії діячі часів Януковича на чолі з колишнім прем'єр-міністром України Миколою Азаровим. У квітні 2023 року Медведчук створив у Росії рух «Інша Україна».

### Звільнені українські військові
Командири оборони «Азовсталі» після повернення в Україну заявили про готовність повернутися на фронт.